# خالد أبو عصبة
خالد أبو عصبة، (العبرية: ח'אלד אבו עסבה)، (مواليد جت المثلث 14 ديسمبر 1955-)، هو بروفيسور في علم الاجتماع من فلسطيني ال 48، متخصص في استراتيجيات وسياسات التربية والتعليم، محاضر في الجامعة العبرية بالقدس، وفي كلية «بيت بيرل»، ومحاضر في مسار اللقب الثالث في الجامعة العربية الامريكية في جنين، أسس ويشغل منصب مدير معهد «مسار» للأبحاث، صدر له جملة من المؤلفات المتخصصة في السياسات التعليمية والتربوية، والقضايا السياسية والاجتماعية للمواطنين الفلسطينيين في اسرائيل باللغتين العربية والعبرية، إضافة إلى عشرات المقالات والاوراق البحثية والعلمية.
نشأ في قرية جت في المثلث الشمالي، تعلم في ابتدائية جت وبعدها انتقل للدراسة الثانوية في مدينة الخضيرة، حصل على اللقب الأول في التربية من كلية بيت بيرل، وانهى اللقب الثاني في التربية واللقب الثالث في علم الاجتماع من جامعة بار ايلان، وحاز على درجة الاستاذية عام 2018.
متزوج واب لثلاث أبناء ويقيم في قرية جت المثلث.

## مؤلفاته
• الأولاد وأبناء الشبيبة العرب في إسرائيل: من الوضع القائم نحو جدول أعمال مستقبلي (1996)
• مبنى بديل لجهاز التعليم العربي في إسرائيل (1997)
• مواجهة المدرسة العربية للعنف بين النظرية والتطبيق (2001)
• معضلات التربية للقيم في المدرسة العربية (2003)
• اليهود والعرب في إسرائيل في واقع متغير (2004) بمشاركة بروفيسور شلومو حسون (بالعبرية)
• جهاز التعليم في إسرائيل: مبنى ومضامين (2006)
• جهاز التعليم العربي: معضلات اقلية قومية (2007) (بالعبرية)
• الإعاقة والمعاقون في المجتمع العربي في إسرائيل (2011) بمشاركة ثروت نصار ونسيبه غرة
• أبحاث في التعليم العالي لدى المجتمع العربي في إسرائيل (2011)
• التربية للقيم في مجتمع مأزوم (2012)
• مقاربات في التربية (2014)
• الأولاد وأبناء الشبيبة في خطر في المجتمع العربي في إسرائيل (2017) (بالعبرية)